# Софі Такер
Соня Калиш, відома як Софі Такер (англ. Sophie Tucker; {13 січня 1887 — 9 лютого 1966) — американська співачка, акторка, комедіантка і радіоведуча українсько-єврейського походження.
Народилася у Тульчині, на Вінниччині, в єврейській родині. Її сім'я емігрувала до США, коли вона була ще дитиною, і оселилася в Гартфорді, штат Коннектикут. Її батьки змінили прізвище на Абуза і відкрили власний ресторан, де Соня вперше почала співати перед відвідувачами. У 1903 році, у 17 років, вона пошлюбила Луї Тука, під впливом якого в 1906 році обрала сценічний псевдонім «Софі Такер». У шлюбі народила сина, незабаром розлучилася. Згодом вона була ще двічі одружена, обидва шлюби тривали менше 5 років.
Професійну кар'єру почала як комедійна акторка водевілів і бурлесків (не в останню чергу внаслідок своєї повноти), а також як виконавиця музики на роялі. Згодом, сильно загримована, виконувала афроамериканські пісні, з 1909 року брала участь у театральних постановках «Безумства Зігфелда» і в тому ж році почала виступати в Мюзик-Холі. У 1914 році виступила у водельвільній виставі «Palace Theatre» в Нью-Йорку.
Свою першу пісню записала в 1911 році — «Some of These Days», що стала вельми популярною. Виконувала пісні в стилі джаз і ретайм, а також створила безліч комічних музичних композицій. Також зіграла кілька комічних ролей у художніх фільмах. У 1938 році стала президенткою Американської федерації акторських профспілок.
Пік її слави припав на 1930-ті, причому в своїх піснях вона часто піднімала тему сексу, що не було притаманне абсолютній більшості артистів тієї епохи. За екстравагантну поведінку на сцені ще в 1928 році вона отримала прізвисько «The Last of the Red Hot Mamas» (Остання з Гарячих Мамочок). У 1938—1939 роках вела власне шоу на радіо, що виходило кілька разів на тиждень. У 1945 році опублікувала автобіографію. У 1950-х і початку 1960-х років, майже до самої смерті, активно виступала на телебаченні.

## Фільми
- Honky Tonk (1929)
- Gay Love (1934)
- Paramount Headliner: Broadway Highlights No. 1 (1935)
- Broadway Melody of 1938 (1937)
- Thoroughbreds Don't Cry (1937)
- Follow the Boys (1944)
- Sensations of 1945 (1944)
- Screen Snapshots: The Great Showman (1950)
- Screen Snapshots: Hollywood's Great
- Entertainers (1953) (short subjects)
- The Heart of Show Business (1957) (short subject)
- The Joker Is Wild (1957) (Cameo)